# Givosiran
Givosiran, es vendido bajo la marca Givlaari. Es un medicamento utilizado para tratar la porfiria hepática aguda.  Se administra mediante inyección debajo de la piel.  Este medicamento se utiliza en personas mayores de 11 años. 
Los efectos secundarios de este medicamento incluyen dolor en el lugar de la inyección, náuseas y cansancio;  otros efectos secundarios pueden incluir anafilaxia, problemas renales y problemas hepáticos.  Se trata de un pequeño ARN de interferencia  que disminuye la cantidad de la enzima ácido aminolevulínico sintasa 1  y por tanto disminuye la producción de hemo .  
Este medicamento fue aprobado para uso médico en los Estados Unidos en 2019 y en Europa en 2020.   En el Reino Unido, un vial de 189 mg le cuesta al NHS alrededor de  4200 libras esterlinas en 2021.  Esta cantidad en Estados Unidos cuesta alrededor de 40.700 dólares estadounidenses . 

## Usos médicos
Generalmente se administra en dosis de 2.5 mg/kg.

## Historia
En noviembre de 2019, givosiran fue aprobado en los Estados Unidos para el tratamiento de adultos con porfiria hepática aguda (AHP).
La Administración de Alimentos y Medicamentos de los Estados Unidos  concedió la solicitud de designación de terapia innovadora, designación de revisión prioritaria y designación de medicamento huérfano a givosiran. La FDA otorgó la aprobación de Givlaari a Alnylam Pharmaceuticals. La FDA lo considera un medicamento primero en su clase.